# Hubbellia
Hubbellia is een geslacht van rechtvleugeligen uit de familie sabelsprinkhanen (Tettigoniidae). De wetenschappelijke naam van dit geslacht is voor het eerst geldig gepubliceerd in 1927 door Hebard.

## Soorten
Het geslacht Hubbellia  is monotypisch en omvat slechts de volgende soort:
- Hubbellia marginifera (Walker, 1869)